# Erdmann & Rossi
Erdmann & Rossi war ein  Berliner Karosseriebauunternehmen, das in der ersten Hälfte des 20. Jahrhunderts vor allem mit Luxusaufbauten bekannt wurde, aber sich von der Zäsur des Zweiten Weltkriegs nicht mehr erholte.

## Geschichte
Der Betrieb wurde 1898 von Willy Erdmann als Stellmacherbetrieb in der Luisenstraße zur Herstellung von Kutschen gegründet. 1906 trat der Automobilverkäufer Eduard Rossi in das Unternehmen ein und man expandierte in Aufbauten für Automobile. Rossi übernahm die Unternehmensleitung für den schon etwas älteren Erdmann, er organisierte den ersten Umzug in die Linienstraße. 1909 verunglückte Rossi jedoch tödlich, Erdmann leitete den Betrieb notgedrungen noch einmal kurz, zog sich dann aber endgültig aus dem Unternehmen zurück. Zu diesem Zeitpunkt hatte Erdmann & Rossi nur etwa 50 Beschäftigte und keine überregionale Bedeutung.

### Glanzzeit unter Friedrich Peters (1910–1936)
Der aus Schwerin stammende Hauptbuchhalter Friedrich Peters hatte eine reiche Kundin geheiratet. Dies versetzte ihn in die Lage, die Firma der vorherigen Chefs zu übernehmen, die er bis 1936 entscheidend prägen sollte. Mit seiner umgänglichen Art schaffte er es, ausgezeichnete Beziehungen zum Hochadel und anderen Meinungsführern aufzubauen. 1912 wurde Erdmann & Rossi Hoflieferant der Herzöge zu Mecklenburg-Strelitz und Kaiser Wilhelm ließ Luxusautos als repräsentative Geschenke für ausländische Staatsoberhäupter und Spitzenpolitiker anfertigen, etwa für den osmanischen Kriegsminister Enver Pascha.
Der Erste Weltkrieg sorgte für eine erste kleine Krise, es wurden nur noch Post- und Sanitätsfahrzeuge hergestellt und Karosseriereparaturen ausgeführt.
In den 1920er (Umzug in die Karlsruher Straße) und 1930er Jahren spezialisierte man sich noch stärker auf Luxusaufbauten auf Fahrgestelle deutscher und ausländischer Automobilhersteller und übernahm zusätzlich die deutsche Vertretung von Rolls-Royce und Bentley. Erdmann & Rossi bauten aber auch Lastkraftwagen zu Werbezwecken um, ein Großauftrag kam von Maggi.
Nach der Machtergreifung ging es weiter bergauf, zu den Kunden zählten jetzt auch führende Nazis wie Göring, Heß und systemtreue Prominente wie der Rennfahrer Bernd Rosemeyer (Horch 853 Coupé „Manuela“, 1937/38) und der erste Oscarpreisträger Emil Jannings, dessen umgebauter Mercedes-Benz noch heute auf Schloss Aalholm auf Lolland zu besichtigen ist. Auch der zweite große deutsche Rennfahrstar Rudolf Caracciola, Fliegerass Ernst Udet und Ernst Heinkel standen auf der Kundenliste.
1933 wurde der Wettbewerber Wagenfabrik Jos. Neuss in Berlin-Halensee übernommen, dessen prägende Gestalt Karl Trutz in Pension ging. Es handelte sich trotz der bescheiden anmutenden Beschäftigtenzahl von 60 (nach der Weltwirtschaftskrise) um eine absolute Nobelmarke, mit deren Stardesigner Johannes Beeskow als Konstruktionschef. Dadurch wurde man im Luxussegment in Deutschland endgültig die Nummer 1, im gehobenen Marktbereich galt nur mit Abstrichen Voll & Ruhrbeck, die ihren Sitz ganz in der Nähe in Charlottenburg hatten, als Konkurrenz. Beeskow und Peters teilten eine Leidenschaft für aerodynamische Formen, eckten mit innovativen Ideen auch mal an.
Mit der ebenfalls in Halensee ansässigen Firma Rometsch, die sich auf den Umbau von Mittelklassewagen, v. a. Opel, spezialisiert hatte, bestand eine Zusammenarbeit (Beeskow sollte nach dem Krieg auch für Rometsch tätig sein). Ein neuer Geschäftszweig waren Luxusausstattungen für Junkers der Lufthansa.
Etwa 200 Arbeiter, der Höchststand lag bei gut 250, stellten zwei bis drei Karosserien pro Woche fertig. Bekannte Einzelanfertigungen für Königshäuser entstanden beispielsweise für Prinz Bernhard der Niederlande oder 1935 ein im Design an Figoni & Falaschi angelehnter Mercedes-Benz 540K für den König des Irak.
Beeskow und Peters’ Bruder Richard unternahmen zahlreiche Englandreisen und Beeskow ließ sich vom dortigen Design inspirieren, insbesondere dem von J. Gurney Nutting.

### Kriegsbedingter Abstieg
Als Friedrich Peters 1936 sich krankheitsbedingt zurückziehen musste (er starb 1937), übernahm sein Bruder Richard Peters das Unternehmen, das noch bis zum Kriegsausbruch 1939 gut im Geschäft war. Ab dann musste sich die Firma wieder auf Reparaturen verlegen, in der sehr spärlichen Literatur ist von der Ausstattung von Siebel Si 204, Focke-Wulf Fw 200 und Breguet-Flugzeugen die Rede, es waren wahrscheinlich Maschinen der Luftwaffe.
Anfang der 1940er Jahre brannte in einem Bombenangriff das Werk samt Archiv ab, was die schlechte Informationslage über die Geschichte erklärt. 1943/1944 bezogen die verbliebenen Angestellten ein Ausweichquartier in Trebbin im Fläming.
1949 baute Erdmann & Rossi eine letzte Karosserie auf dem Fahrgestell eines Maybach SW 42, aber die Probleme mit den Zerstörungen, schwierigen Wirtschaft und plötzlicher Insellage West-Berlins waren zu groß, um wieder an die Vorkriegszeit anknüpfen zu können. Danach war die Firma nur noch mit Karosseriereparaturen beschäftigt, zuletzt unter Richard Peters’ Sohn Günter.
Neustart im 21. Jahrhundert
2011 begann ein Berliner Unternehmer mit dem Neustart von Erdmann & Rossi. Die Automobile Erdmann & Rossi Licensing Services GmbH & Co. KG bietet heute wieder weltweit Unikate von Erdmann & Rossi an.

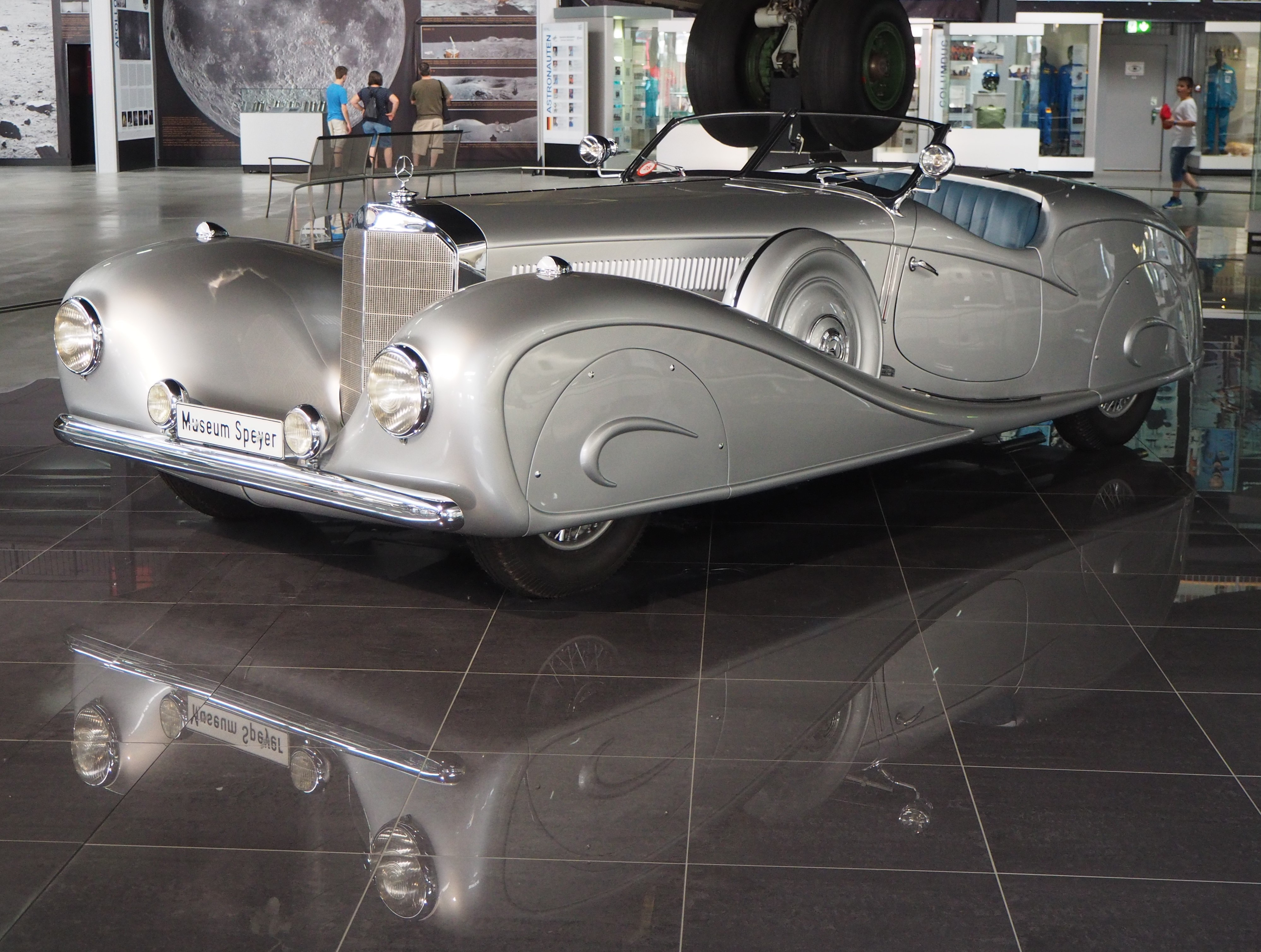
Mercedes-Benz 500 K mit Karosserie von Erdmann & Rossi (1935) für den König des Irak
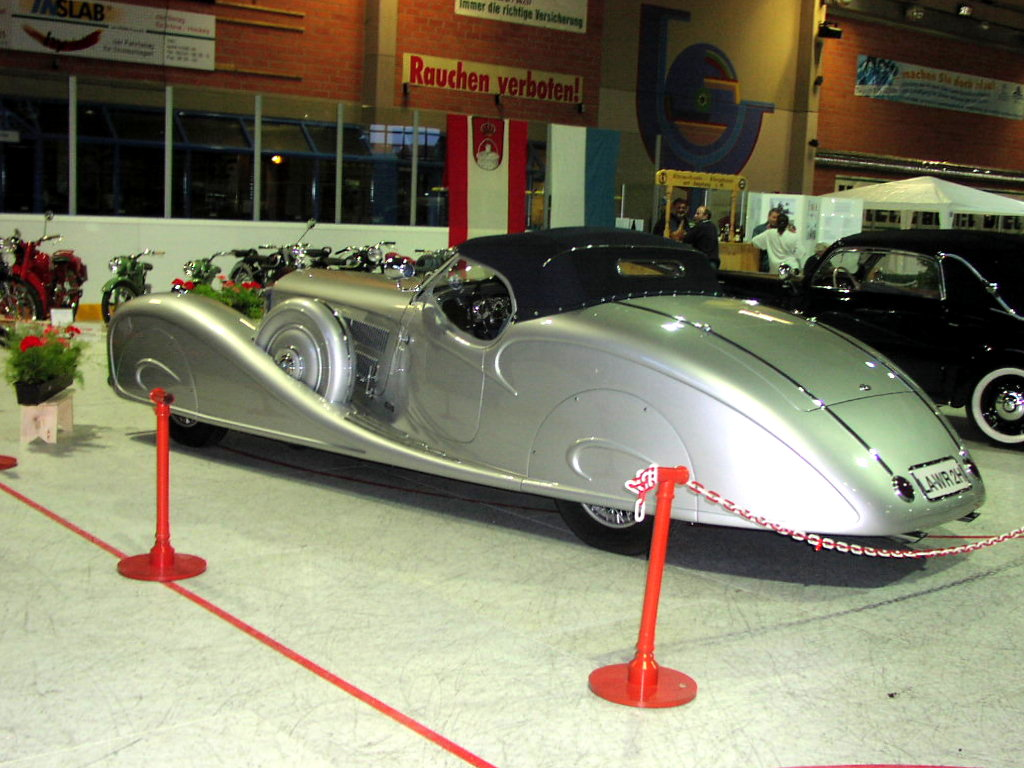
Mercedes-Benz 500 K mit Stromlinien-Karosserie von Erdmann & Rossi
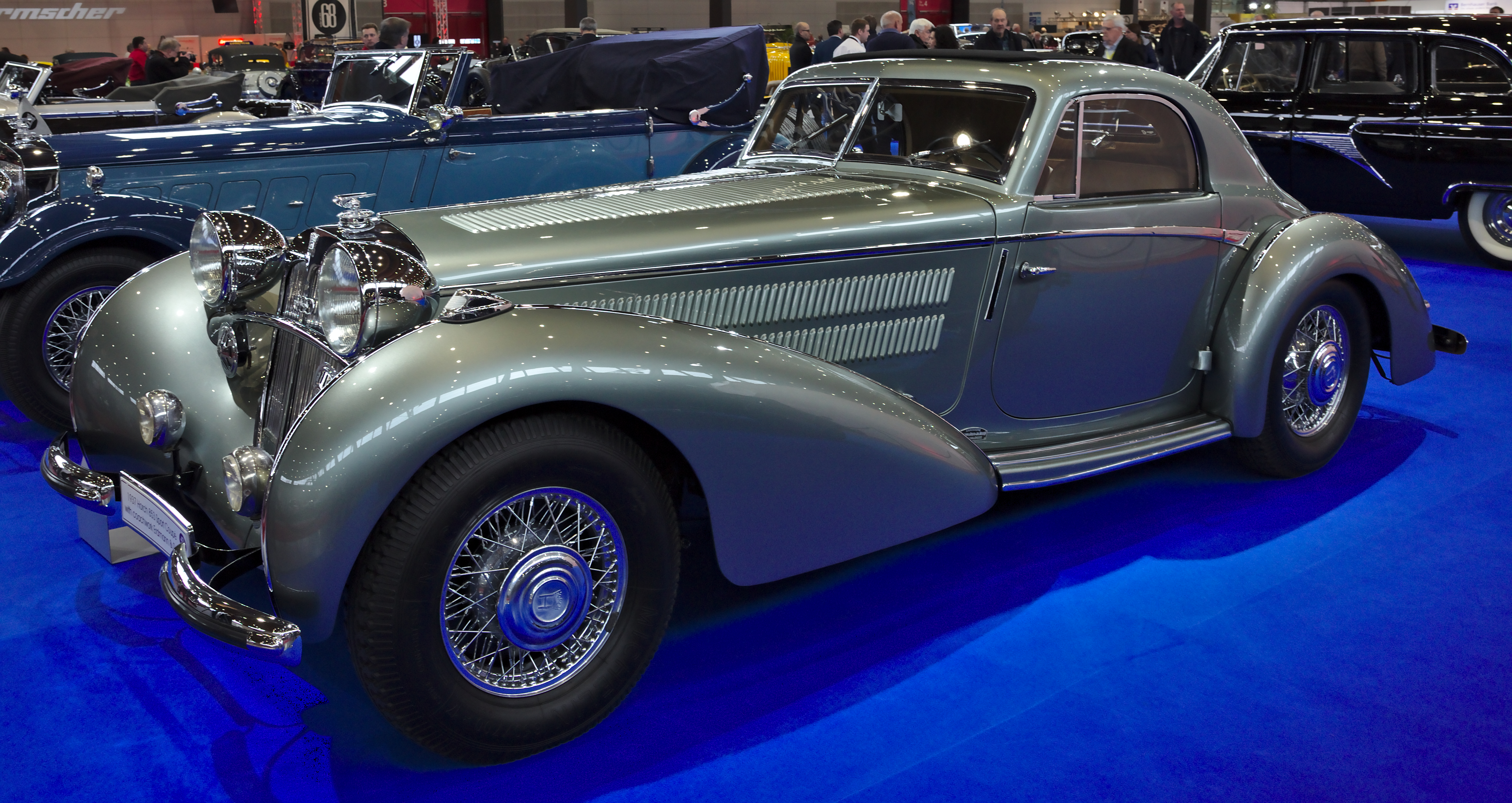
Horch 853 Coupé mit Karosserie von Erdmann & Rossi
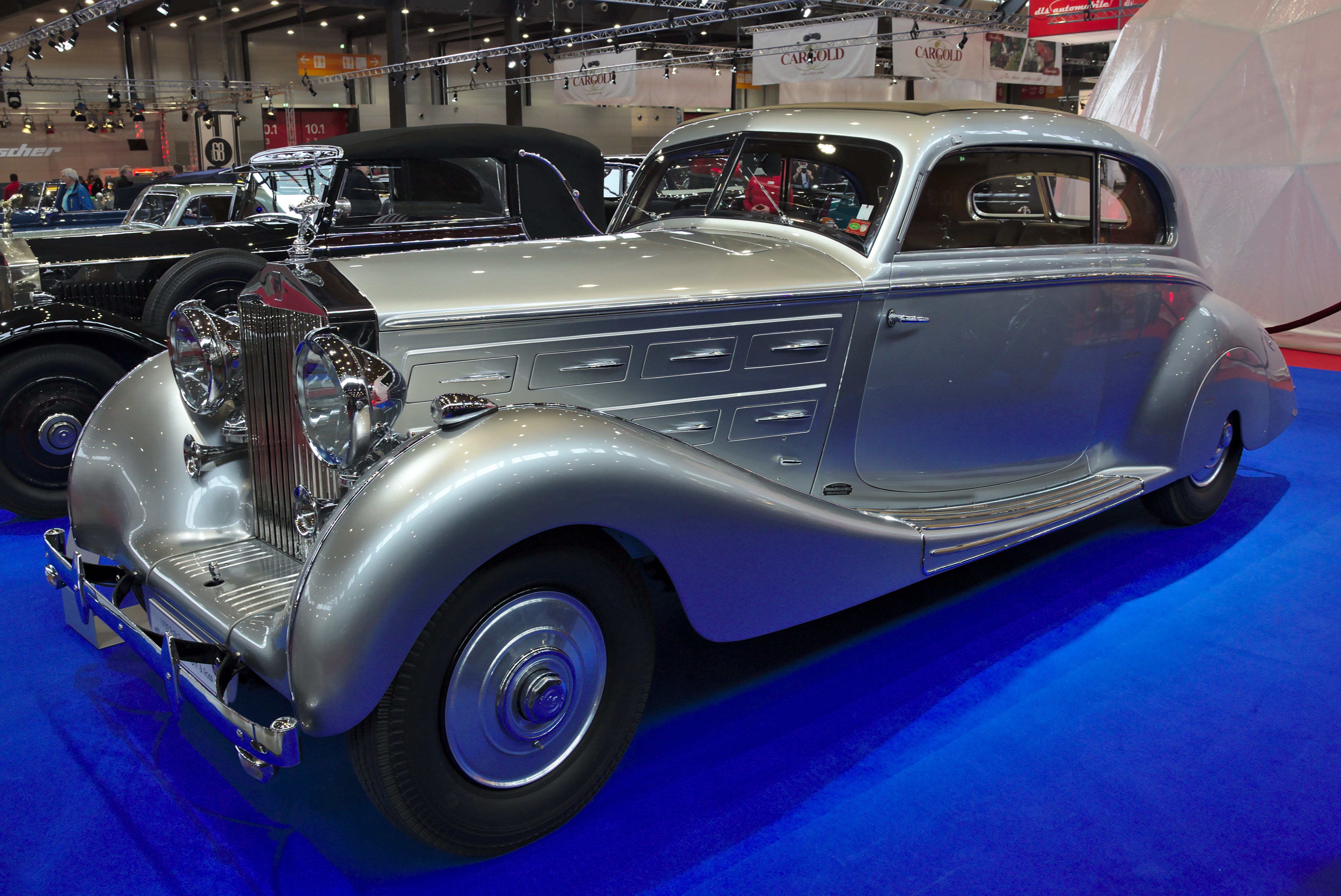
Rolls-Royce Wraith Coupé mit Karosserie von Erdmann & Rossi
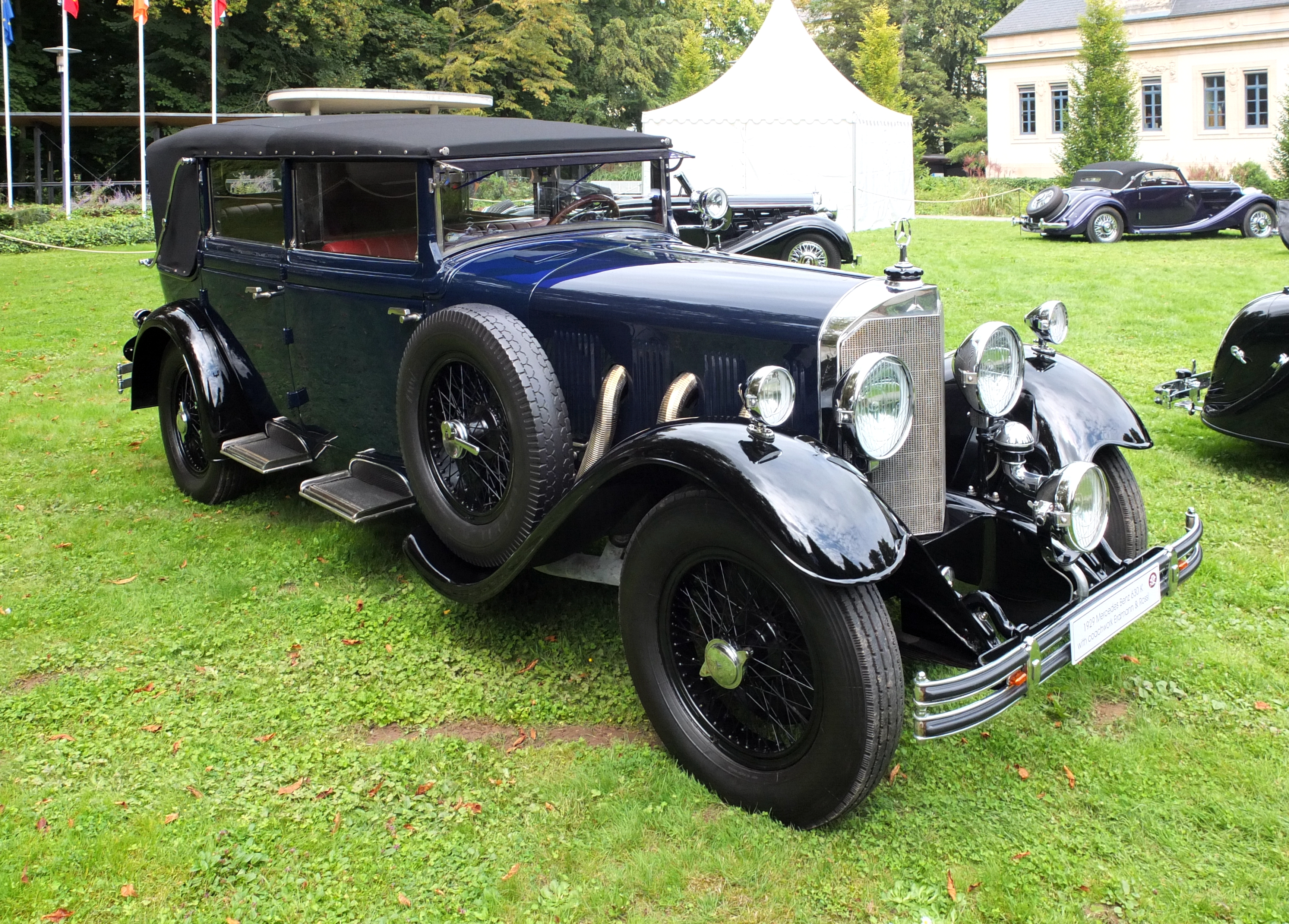
Mercedes-Benz 630 K mit Karosserie von Erdmann & Rossi (1929)
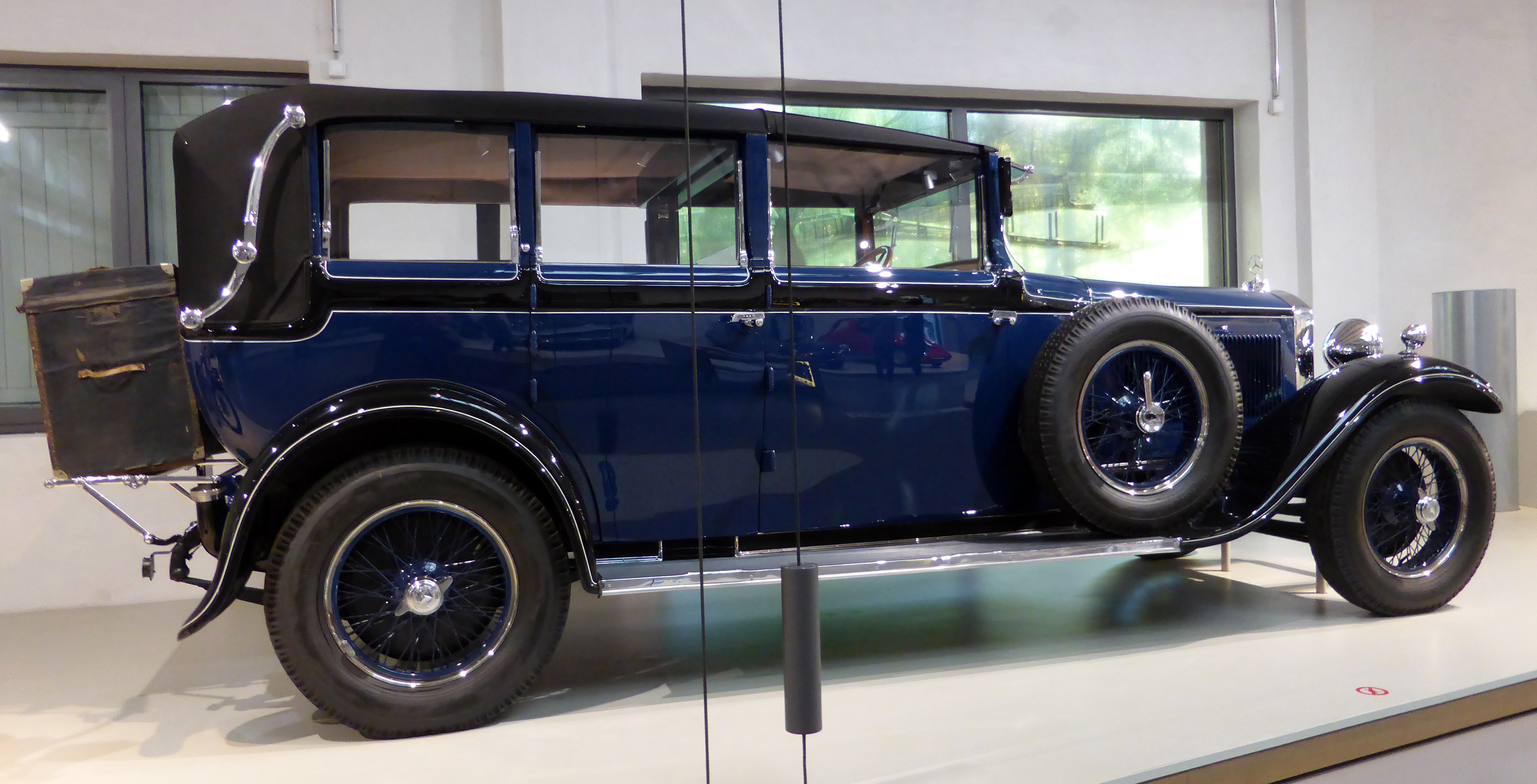
Mercedes-Benz, Typ Nürburg 460, Baujahr 1929